# Cimoliasaurus
Cimoliasaurus („ještěr z bílé křídy“) byl rod dlouhokrkého mořského plaza z kladu Plesiosauria a konkrétněji z čeledi Elasmosauridae, žijícího na konci křídového období v oblasti dnešního východu Spojených států amerických.

## Historie

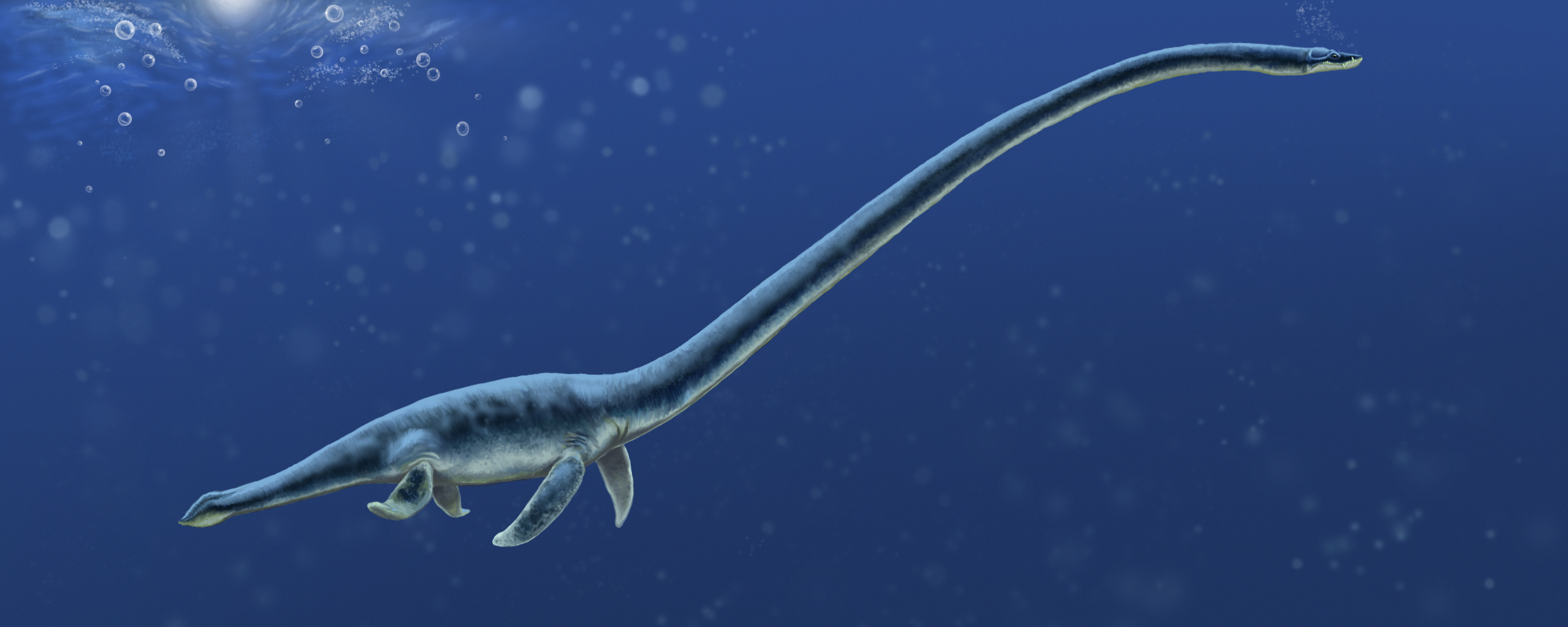
Albertonectes vanderveldei – rekonstrukce vzezření příbuzného severoamerického druhu elasmosaurida.

Fosilie tohoto pravěkého mořského plaza byly objeveny v New Jersey (kraj Burlington County) v sedimentech z období nejpozdnější křídy (geologický stupeň maastricht, před 72 až 66 miliony let). Fosilie krčních obratlů s katalogovým označením ANSP 9235 byly formálně popsány paleontologem Josephem Leidym v roce 1851, typovým druhem je Cimoliasaurus magnus. Později byly stanoveny další tři druhy tohoto rodu, C. richardsoni a C. valdensis (1889, dnes již řazeny do jiných rodů) a roku 1906 C. teplicensis. Fosilie tohoto druhu byly objeveny koncem 19. století v okolí obcí Hudcov a Lahošť nedaleko Teplic v severozápadních Čechách (v sedimentech teplického souvrství, geologický věk svrchní turon – asi před 92 až 90 miliony let).
V roce 1906 fosilie v podobě obratlů, fragmentů žeber, lopatky a kostí končetin popsal profesor Antonín Frič pod jménem „Cimoliasaurus teplicensis“. Jedná se o jednoho z mála zástupců dlouhokrkých plesiosaurů (elasmosauridů), známých dosud z území České republiky. Frič přiřadil český materiál k severoamerickému rodu Cimoliasaurus, který stanovil paleontolog Joseph Leidy o 55 let dříve. V době před 90 miliony let se na tomto místě rozkládalo mělké, šelfové moře, obývané množstvím různých organismů (včetně příbuzných krátkokrkých pliosaurů, jako byl taxonomicky pochybný rod Polyptychodon.

## Popis
Fosilní pozůstatky tohoto druhu jsou víceméně jen fragmentární a na jejich základě si můžeme vytvořit pouze přibližnou představu o podobě tohoto mořského plaza. Pravděpodobně se jednalo o menší druh vývojově vyspělého plesiosaura. Měl nejspíš velmi dlouhý, štíhlý krk a relativně malou hlavu se zubatými čelistmi, končetiny byly přeměněné ve veslovité orgány, sloužící pohybu pod vodou. Živil se zřejmě rybami a mořskými bezobratlými, podobně jako ostatní elasmosauridi. Podobným plesiosaurem byl například mírně geologicky starší rod Albertonectes, obývající tehdejší Velké vnitrozemské moře v době před 73,5 miliony let (mladší kampán). Cimoliasauři byli mořští dravci, lovící aktivně drobné obratlovce i bezobratlé – ryby, měkkýše a další vodní tvory.